# Lista de campeões do Australian Open
Esta é a lista de todos os campeões do Australian Open nas categorias profissionais, juvenis e cadeirantes.
Australasian Championships (início–1926) e Australian Championships (1927–1968) referem-se à era amadora. Australian Open, a partir de 1969, refere-se à era profissional ou aberta.
Normalmente disputado em janeiro, o torneio foi movido para dezembro no período de 1977–1985, voltando à programação anterior a seguir. Para se adequar a essas mudanças, o ano de 1977 teve duas edições - em janeiro e dezembro -, enquanto que 1986 não contou com o evento.

## Por ano

### Profissional
| Ano                                                                     | Simples                                                | Simples                                                | Duplas                              | Duplas                                                                              | Duplas                                                                  |
| Ano                                                                     | Masculinos                                             | Femininos                                              | Masculinos                          | Femininos                                                                           | Mistas                                                                  |
| ----------------------------------------------------------------------- | ------------------------------------------------------ | ------------------------------------------------------ | ----------------------------------- | ----------------------------------------------------------------------------------- | ----------------------------------------------------------------------- |
| 2025                                                                    | Jannik Sinner                                          | Madison Keys                                           | Harri Heliövaara Henry Patten       | Kateřina Siniaková Taylor Townsend                                                  | Olivia Gadecki John Peers                                               |
| 2024                                                                    | Jannik Sinner                                          | Aryna Sabalenka                                        | Rohan Bopanna Matthew Ebden         | Hsieh Su-wei Elise Mertens                                                          | Hsieh Su-wei Jan Zieliński                                              |
| 2023                                                                    | Novak Djokovic                                         | Aryna Sabalenka                                        | Rinky Hijikata Jason Kubler         | Barbora Krejčíková Kateřina Siniaková                                               | Luisa Stefani Rafael Matos                                              |
| 2022                                                                    | Rafael Nadal                                           | Ashleigh Barty                                         | Thanasi Kokkinakis Nick Kyrgios     | Barbora Krejčíková Kateřina Siniaková                                               | Kristina Mladenovic Ivan Dodig                                          |
| 2021                                                                    | Novak Djokovic                                         | Naomi Osaka                                            | Ivan Dodig Filip Polášek            | Elise Mertens Aryna Sabalenka                                                       | Barbora Krejčíková Rajeev Ram                                           |
| 2020                                                                    | Novak Djokovic                                         | Sofia Kenin                                            | Rajeev Ram Joe Salisbury            | Tímea Babos Kristina Mladenovic                                                     | Barbora Krejčíková Nikola Mektić                                        |
| 2019                                                                    | Novak Djokovic                                         | Naomi Osaka                                            | Nicolas Mahut Pierre-Hugues Herbert | Samantha Stosur Zhang Shuai                                                         | Barbora Krejčíková Rajeev Ram                                           |
| 2018                                                                    | Roger Federer                                          | Caroline Wozniacki                                     | Oliver Marach Mate Pavić            | Tímea Babos Kristina Mladenovic                                                     | Gabriela Dabrowski Mate Pavić                                           |
| 2017                                                                    | Roger Federer                                          | Serena Williams                                        | Henri Kontinen John Peers           | Bethanie Mattek-Sands Lucie Šafářová                                                | Abigail Spears Juan Sebastián Cabal                                     |
| 2016                                                                    | Novak Djokovic                                         | Angelique Kerber                                       | Jamie Murray Bruno Soares           | Martina Hingis Sania Mirza                                                          | Elena Vesnina Bruno Soares                                              |
| 2015                                                                    | Novak Djokovic                                         | Serena Williams                                        | Simone Bolelli Fabio Fognini        | Bethanie Mattek-Sands Lucie Šafářová                                                | Martina Hingis Leander Paes                                             |
| 2014                                                                    | Stanislas Wawrinka                                     | Li Na                                                  | Łukasz Kubot Robert Lindstedt       | Sara Errani Roberta Vinci                                                           | Kristina Mladenovic Daniel Nestor                                       |
| 2013                                                                    | Novak Djokovic                                         | Victoria Azarenka                                      | Bob Bryan Mike Bryan                | Sara Errani Roberta Vinci                                                           | Jarmila Gajdošová Matthew Ebden                                         |
| 2012                                                                    | Novak Djokovic                                         | Victoria Azarenka                                      | Leander Paes Radek Štěpánek         | Svetlana Kuznetsova Vera Zvonareva                                                  | Bethanie Mattek-Sands Horia Tecău                                       |
| 2011                                                                    | Novak Djokovic                                         | Kim Clijsters                                          | Bob Bryan Mike Bryan                | Gisela Dulko Flavia Pennetta                                                        | Katarina Srebotnik Daniel Nestor                                        |
| 2010                                                                    | Roger Federer                                          | Serena Williams                                        | Bob Bryan Mike Bryan                | Serena Williams Venus Williams                                                      | Cara Black Leander Paes                                                 |
| 2009                                                                    | Rafael Nadal                                           | Serena Williams                                        | Bob Bryan Mike Bryan                | Serena Williams Venus Williams                                                      | Sania Mirza Mahesh Bhupathi                                             |
| 2008                                                                    | Novak Djokovic                                         | Maria Sharapova                                        | Jonathan Erlich Andy Ram            | Alona Bondarenko Kateryna Bondarenko                                                | Sun Tiantian Nenad Zimonjić                                             |
| 2007                                                                    | Roger Federer                                          | Serena Williams                                        | Bob Bryan Mike Bryan                | Cara Black Liezel Huber                                                             | Elena Likhovtseva Daniel Nestor                                         |
| 2006                                                                    | Roger Federer                                          | Amélie Mauresmo                                        | Bob Bryan Mike Bryan                | Yan Zi Zheng Jie                                                                    | Martina Hingis Mahesh Bhupathi                                          |
| 2005                                                                    | Marat Safin                                            | Serena Williams                                        | Wayne Black Kevin Ullyett           | Svetlana Kuznetsova Alicia Molik                                                    | Samantha Stosur Scott Draper                                            |
| 2004                                                                    | Roger Federer                                          | Justine Henin                                          | Michaël Llodra Fabrice Santoro      | Virginia Ruano Pascual Paola Suárez                                                 | Elena Bovina Nenad Zimonjić                                             |
| 2003                                                                    | Andre Agassi                                           | Serena Williams                                        | Michaël Llodra Fabrice Santoro      | Serena Williams Venus Williams                                                      | Martina Navrátilová Leander Paes                                        |
| 2002                                                                    | Thomas Johansson                                       | Jennifer Capriati                                      | Mark Knowles Daniel Nestor          | Martina Hingis Anna Kournikova                                                      | Daniela Hantuchová Kevin Ullyett                                        |
| 2001                                                                    | Andre Agassi                                           | Jennifer Capriati                                      | Jonas Björkman Todd Woodbridge      | Serena Williams Venus Williams                                                      | Corina Morariu Ellis Ferreira                                           |
| 2000                                                                    | Andre Agassi                                           | Lindsay Davenport                                      | Ellis Ferreira Rick Leach           | Lisa Raymond Rennae Stubbs                                                          | Rennae Stubbs Jared Palmer                                              |
| 1999                                                                    | Yevgeny Kafelnikov                                     | Martina Hingis                                         | Jonas Björkman Patrick Rafter       | Martina Hingis Anna Kournikova                                                      | Mariaan de Swardt David Adams                                           |
| 1998                                                                    | Petr Korda                                             | Martina Hingis                                         | Jonas Björkman Jacco Eltingh        | Martina Hingis Mirjana Lučić                                                        | Venus Williams Justin Gimelstob                                         |
| 1997                                                                    | Pete Sampras                                           | Martina Hingis                                         | Todd Woodbridge Mark Woodforde      | Martina Hingis Natasha Zvereva                                                      | Manon Bollegraf Rick Leach                                              |
| 1996                                                                    | Boris Becker                                           | Monica Seles                                           | Stefan Edberg Petr Korda            | Chanda Rubin Arantxa Sánchez Vicario                                                | Larisa Savchenko Neiland Mark Woodforde                                 |
| 1995                                                                    | Andre Agassi                                           | Mary Pierce                                            | Jared Palmer Richey Reneberg        | Jana Novotná Arantxa Sánchez Vicario                                                | Natasha Zvereva Rick Leach                                              |
| 1994                                                                    | Pete Sampras                                           | Steffi Graf                                            | Jacco Eltingh Paul Haarhuis         | Gigi Fernández Natasha Zvereva                                                      | Larisa Savchenko Neiland Andrei Olhovskiy                               |
| 1993                                                                    | Jim Courier                                            | Monica Seles                                           | Danie Visser Laurie Warder          | Gigi Fernández Natasha Zvereva                                                      | Arantxa Sánchez Vicario Todd Woodbridge                                 |
| 1992                                                                    | Jim Courier                                            | Monica Seles                                           | Todd Woodbridge Mark Woodforde      | Arantxa Sánchez Vicario Helena Suková                                               | Nicole Provis Mark Woodforde                                            |
| 1991                                                                    | Boris Becker                                           | Monica Seles                                           | Scott Davis David Pate              | Patty Fendick Mary Joe Fernandez                                                    | Jo Durie Jeremy Bates                                                   |
| 1990                                                                    | Ivan Lendl                                             | Steffi Graf                                            | Pieter Aldrich Danie Visser         | Jana Novotná Helena Suková                                                          | Natasha Zvereva Jim Pugh                                                |
| 1989                                                                    | Ivan Lendl                                             | Steffi Graf                                            | Rick Leach Jim Pugh                 | Martina Navrátilová Pam Shriver                                                     | Jana Novotná Jim Pugh                                                   |
| 1988                                                                    | Mats Wilander                                          | Steffi Graf                                            | Rick Leach Jim Pugh                 | Martina Navrátilová Pam Shriver                                                     | Jana Novotná Jim Pugh                                                   |
| 1987                                                                    | Stefan Edberg                                          | Hana Mandlíková                                        | Stefan Edberg Anders Järryd         | Martina Navrátilová Pam Shriver                                                     | Zina Garrison Sherwood Stewart                                          |
| Torneio não realizado em 1986                                           |                                                        |                                                        |                                     |                                                                                     |                                                                         |
| 1985                                                                    | Stefan Edberg                                          | Martina Navrátilová                                    | Paul Annacone Christo van Rensburg  | Martina Navrátilová Pam Shriver                                                     | Torneio de duplas mistas não realizado                                  |
| 1984                                                                    | Mats Wilander                                          | Chris Evert                                            | Mark Edmondson Sherwood Stewart     | Martina Navrátilová Pam Shriver                                                     | Torneio de duplas mistas não realizado                                  |
| 1983                                                                    | Mats Wilander                                          | Martina Navrátilová                                    | Mark Edmondson Paul McNamee         | Martina Navrátilová Pam Shriver                                                     | Torneio de duplas mistas não realizado                                  |
| 1982                                                                    | Johan Kriek                                            | Chris Evert                                            | John Alexander John Fitzgerald      | Martina Navrátilová Pam Shriver                                                     | Torneio de duplas mistas não realizado                                  |
| 1981                                                                    | Johan Kriek                                            | Martina Navrátilová                                    | Mark Edmondson Kim Warwick          | Kathy Jordan Anne Smith                                                             | Torneio de duplas mistas não realizado                                  |
| 1980                                                                    | Brian Teacher                                          | Hana Mandlíková                                        | Mark Edmondson Kim Warwick          | Betsy Nagelsen Martina Navrátilová                                                  | Torneio de duplas mistas não realizado                                  |
| 1979                                                                    | Guillermo Vilas                                        | Barbara Jordan                                         | Peter McNamara Paul McNamee         | Judy Connor Chaloner Diane Evers Brown                                              | Torneio de duplas mistas não realizado                                  |
| 1978                                                                    | Guillermo Vilas                                        | Chris O'Neil                                           | Wojtek Fibak Kim Warwick            | Betsy Nagelsen Renáta Tomanová                                                      | Torneio de duplas mistas não realizado                                  |
| 1977 (dez.)                                                             | Vitas Gerulaitis                                       | Evonne Goolagong Cawley                                | Ray Ruffels Allan Stone             | Evonne Goolagong Cawley Helen Gourlay Cawley dividiram com Kerry Reid Mona Guerrant | Torneio de duplas mistas não realizado                                  |
| 1977 (jan.)                                                             | Roscoe Tanner                                          | Kerry Melville Reid                                    | Arthur Ashe Tony Roche              | Dianne Fromholtz Balestrat Helen Gourlay Cawley                                     | Torneio de duplas mistas não realizado                                  |
| 1976                                                                    | Mark Edmondson                                         | Evonne Goolagong Cawley                                | John Newcombe Tony Roche            | Evonne Goolagong Cawley Helen Gourlay Cawley                                        | Torneio de duplas mistas não realizado                                  |
| 1975                                                                    | John Newcombe                                          | Evonne Goolagong Cawley                                | John Alexander Phil Dent            | Evonne Goolagong Cawley Peggy Michel                                                | Torneio de duplas mistas não realizado                                  |
| 1974                                                                    | Jimmy Connors                                          | Evonne Goolagong Cawley                                | Ross Case Geoff Masters             | Evonne Goolagong Cawley Peggy Michel                                                | Torneio de duplas mistas não realizado                                  |
| 1973                                                                    | John Newcombe                                          | Margaret Court                                         | Malcolm Anderson Jonh Newcombe      | Margaret Court Virginia Wade                                                        | Torneio de duplas mistas não realizado                                  |
| 1972                                                                    | Ken Rosewall                                           | Virginia Wade                                          | Owen Davidson Ken Rosewall          | Helen Gourlay Cawley Kerry Harris                                                   | Torneio de duplas mistas não realizado                                  |
| 1971                                                                    | Ken Rosewall                                           | Margaret Court                                         | John Newcombe Tony Roche            | Margaret Court Evonne Goolagong Cawley                                              | Torneio de duplas mistas não realizado                                  |
| 1970                                                                    | Arthur Ashe                                            | Margaret Court                                         | Robert Lutz Stan Smith              | Margaret Court Judy Tegart Dalton                                                   | Torneio de duplas mistas não realizado                                  |
| 1969                                                                    | Rod Laver                                              | Margaret Court                                         | Roy Emerson Rod Laver               | Margaret Court Judy Tegart Dalton                                                   | Margaret Court Marty Riessen dividiram com Ann Haydon Jones Fred Stolle |
| 1968                                                                    | Bill Bowrey                                            | Billie Jean King                                       | Dick Crealy Allan Stone             | Karen Krantzcke Kerry Melville Reid                                                 | Billie Jean King Dick Crealy                                            |
| 1967                                                                    | Roy Emerson                                            | Nancy Richey                                           | John Newcombe Tony Roche            | Judy Tegart Dalton Lesley Turner Bowrey                                             | Lesley Turner Bowrey Owen Davidson                                      |
| 1966                                                                    | Roy Emerson                                            | Margaret Court                                         | Roy Emerson Fred Stolle             | Carole Caldwell Graebner Nancy Richey                                               | Judy Tegart Dalton Tony Roche                                           |
| 1965                                                                    | Roy Emerson                                            | Margaret Court                                         | John Newcombe Tony Roche            | Margaret Court Lesley Turner Bowrey                                                 | Robyn Ebbern Owen Davidson dividiram com Margaret Court John Newcombe   |
| 1964                                                                    | Roy Emerson                                            | Margaret Court                                         | Bob Hewitt Fred Stolle              | Judy Tegart Dalton Lesley Turner Bowrey                                             | Margaret Court Ken Fletcher                                             |
| 1963                                                                    | Roy Emerson                                            | Margaret Court                                         | Bob Hewitt Fred Stolle              | Margaret Court Robyn Ebbern                                                         | Margaret Court Ken Fletcher                                             |
| 1962                                                                    | Rod Laver                                              | Margaret Court                                         | Roy Emerson Neale Fraser            | Margaret Court Robyn Ebbern                                                         | Lesley Turner Bowrey Fred Stolle                                        |
| 1961                                                                    | Roy Emerson                                            | Margaret Court                                         | Rod Laver Robert Mark               | Mary Carter Reitano Margaret Court                                                  | Jan Lehane O'Neill Bob Hewitt                                           |
| 1960                                                                    | Rod Laver                                              | Margaret Court                                         | Rod Laver Robert Mark               | Maria Esther Bueno Christine Truman Janes                                           | Jan Lehane O'Neill Trevor Fancutt                                       |
| 1959                                                                    | Alex Olmedo                                            | Mary Carter Reitano                                    | Rod Laver Robert Mark               | Sandra Reynolds Price Renee Schuurman Haygarth                                      | Sandra Reynolds Price Bob Mark                                          |
| 1958                                                                    | Ashley Cooper                                          | Angela Mortimer                                        | Ashley Cooper Neale Fraser          | Mary Bevis Hawton Thelma Coyne Long                                                 | Mary Bevis Hawton Robert Howe                                           |
| 1957                                                                    | Ashley Cooper                                          | Shirley Fry                                            | Neale Fraser Lew Hoad               | Shirley Fry Althea Gibson                                                           | Fay Muller Mal Anderson                                                 |
| 1956                                                                    | Lew Hoad                                               | Mary Carter                                            | Lew Hoad Ken Rosewall               | Mary Bevis Hawton Thelma Coyne Long                                                 | Beryl Penrose Neale Fraser                                              |
| 1955                                                                    | Ken Rosewall                                           | Beryl Penrose                                          | Vic Seixas Tony Trabert             | Mary Bevis Hawton Beryl Penrose                                                     | Thelma Coyne Long George Worthington                                    |
| 1954                                                                    | Mervyn Rose                                            | Thelma Coyne Long                                      | Rex Hartwig Mervyn Rose             | Mary Bevis Hawton Beryl Penrose                                                     | Thelma Coyne Long Rex Hartwig                                           |
| 1953                                                                    | Ken Rosewall                                           | Maureen Connolly                                       | Lew Hoad Ken Rosewall               | Maureen Connolly Brinker Julie Sampson Haywood                                      | Julie Sampson Haywood Rex Hartwig                                       |
| 1952                                                                    | Ken McGregor                                           | Thelma Coyne Long                                      | Ken McGregor Frank Sedgman          | Thelma Coyne Long Nancye Wynne Bolton                                               | Thelma Coyne Long George Worthington                                    |
| 1951                                                                    | Dick Savitt                                            | Nancye Wynne Bolton                                    | Ken McGregor Frank Sedgman          | Thelma Coyne Long Nancye Wynne Bolton                                               | Thelma Coyne Long George Worthington                                    |
| 1950                                                                    | Frank Sedgman                                          | Louise Brough                                          | John Bromwich Adrian Quist          | Louise Brough Clapp Doris Hart                                                      | Doris Hart Frank Sedgman                                                |
| 1949                                                                    | Frank Sedgman                                          | Doris Hart                                             | John Bromwich Adrian Quist          | Thelma Coyne Long Nancye Wynne Bolton                                               | Doris Hart Frank Sedgman                                                |
| 1948                                                                    | Adrian Quist                                           | Nancye Wynne Bolton                                    | John Bromwich Adrian Quist          | Thelma Coyne Long Nancye Wynne Bolton                                               | Nancye Wynne Bolton Colin Long                                          |
| 1947                                                                    | Dinny Pails                                            | Nancye Wynne Bolton                                    | John Bromwich Adrian Quist          | Thelma Coyne Long Nancye Wynne Bolton                                               | Nancye Wynne Bolton Colin Long                                          |
| 1946                                                                    | John Bromwich                                          | Nancye Wynne Bolton                                    | John Bromwich Adrian Quist          | Joyce Fitch Mary Bevis Hawton                                                       | Nancye Wynne Bolton Colin Long                                          |
| Torneio não realizado entre 1945 e 1941 devido à Segunda Guerra Mundial |                                                        |                                                        |                                     |                                                                                     |                                                                         |
| 1940                                                                    | Adrian Quist                                           | Nancye Wynne Bolton                                    | John Bromwich Adrian Quist          | Thelma Coyne Long Nancye Wynne Bolton                                               | Nancye Wynne Bolton Colin Long                                          |
| 1939                                                                    | John Bromwich                                          | Emily Hood Westacott                                   | John Bromwich Adrian Quist          | Thelma Coyne Long Nancye Wynne Bolton                                               | Nell Hall Hopman Harry Hopman                                           |
| 1938                                                                    | Don Budge                                              | Dorothy Cheney                                         | John Bromwich Adrian Quist          | Thelma Coyne Long Nancye Wynne Bolton                                               | Margaret Wilson John Bromwich                                           |
| 1937                                                                    | Vivian McGrath                                         | Nancye Wynne Bolton                                    | Adrian Quist Don Turnbull           | Thelma Coyne Long Nancye Wynne Bolton                                               | Nell Hall Hopman Harry Hopman                                           |
| 1936                                                                    | Adrian Quist                                           | Joan Hartigan Bathurst                                 | Adrian Quist Don Turnbull           | Thelma Coyne Long Nancye Wynne Bolton                                               | Nell Hall Hopman Harry Hopman                                           |
| 1935                                                                    | Jack Crawford                                          | Dorothy Round Little                                   | Jack Crawford Vivian McGrath        | Evelyn Dearman Nancy Lyle                                                           | Louise Bickerton Christian Boussus                                      |
| 1934                                                                    | Fred Perry                                             | Joan Hartigan Bathurst                                 | George Hughes Fred Perry            | Emily Hood Westacott Margaret Molesworth                                            | Joan Hartigan Bathurst Edgar Moon                                       |
| 1933                                                                    | Jack Crawford                                          | Joan Hartigan Bathurst                                 | Keith Gledhill Ellsworth Vines      | Emily Hood Westacott Margaret Molesworth                                            | Marjorie Cox Crawford Jack Crawford                                     |
| 1932                                                                    | Jack Crawford                                          | Coral McInnes Buttsworth                               | Jack Crawford Edgar Moon            | Coral Buttsworth Marjorie Cox Crawford                                              | Marjorie Cox Crawford Jack Crawford                                     |
| 1931                                                                    | Jack Crawford                                          | Coral McInnes Buttsworth                               | Charles Donohoe Ray Dunlop          | Daphne Akhurst Cozens Louise Bickerton                                              | Marjorie Cox Crawford Jack Crawford                                     |
| 1930                                                                    | Edgar Moon                                             | Daphne Akhurst Cozens                                  | Jack Crawford Harry Hopman          | Emily Hood Westacott Margaret Molesworth                                            | Nell Hall Hopman Harry Hopman                                           |
| 1929                                                                    | John Gregory                                           | Daphne Akhurst Cozens                                  | Jack Crawford Harry Hopman          | Daphne Akhurst Cozens Louise Bickerton                                              | Daphne Akhurst Cozens Edgar Moon                                        |
| 1928                                                                    | Jean Borotra                                           | Daphne Akhurst Cozens                                  | Jean Borotra Jacques Brugnon        | Daphne Akhurst Cozens Esna Boyd Robertson                                           | Daphne Akhurst Cozens Jean Borotra                                      |
| 1927                                                                    | Gerald Patterson                                       | Esna Boyd Robertson                                    | John Hawkes Gerald Patterson        | Louise Bickerton Meryl O'Hara Wood                                                  | Esna Boyd Robertson John Hawkes                                         |
| 1926                                                                    | John Hawkes                                            | Daphne Akhurst Cozens                                  | John Hawkes Gerald Patterson        | Esna Boyd Robertson Meryl O'Hara Wood                                               | Esna Boyd Robertson John Hawkes                                         |
| 1925                                                                    | James Anderson                                         | Daphne Akhurst Cozens                                  | Pat O'Hara Wood Gerald Patterson    | Daphne Akhurst Cozens Sylvia Lance Harper                                           | Daphne Akhurst Cozens Jim Willard                                       |
| 1924                                                                    | James Anderson                                         | Sylvia Lance Harper                                    | James Anderson Norman Brookes       | Daphne Akhurst Cozens Sylvia Lance Harper                                           | Daphne Akhurst Cozens Jim Willard                                       |
| 1923                                                                    | Pat O'Hara Wood                                        | Margaret Molesworth                                    | Pat O'Hara Wood Bert St. John       | Esna Boyd Robertson Sylvia Lance Harper                                             | Sylvia Lance Harper Horace Rice                                         |
| 1922                                                                    | James Anderson                                         | Margaret Molesworth                                    | John Hawkes Gerald Patterson        | Esna Boyd Robertson Marjorie Mountain                                               | Esna Boyd Robertson John Hawkes                                         |
| 1921                                                                    | Rhys Gemmell                                           |                                                        | Rhys Gemmell Sidney H. Eaton        |                                                                                     |                                                                         |
| 1920                                                                    | Pat O'Hara Wood                                        | Pat O'Hara Wood Ron Thomas                             |                                     |                                                                                     |                                                                         |
| 1919                                                                    | Algernon Kingscote                                     | Pat O'Hara Wood Ron Thomas                             |                                     |                                                                                     |                                                                         |
| 1918                                                                    | Torneio não realizado devido à Primeira Guerra Mundial | Torneio não realizado devido à Primeira Guerra Mundial |                                     |                                                                                     |                                                                         |
| 1917                                                                    | Torneio não realizado devido à Primeira Guerra Mundial | Torneio não realizado devido à Primeira Guerra Mundial |                                     |                                                                                     |                                                                         |
| 1916                                                                    | Torneio não realizado devido à Primeira Guerra Mundial | Torneio não realizado devido à Primeira Guerra Mundial |                                     |                                                                                     |                                                                         |
| 1915                                                                    | Francis Lowe                                           | Horace Rice Clarence V. Todd                           |                                     |                                                                                     |                                                                         |
| 1914                                                                    | Arthur O'Hara Wood                                     | Ashley Campbell Gerald Patterson                       |                                     |                                                                                     |                                                                         |
| 1913                                                                    | Ernie Parker                                           | Alf Hedeman Ernie Parker                               |                                     |                                                                                     |                                                                         |
| 1912                                                                    | James Cecil Parke                                      | James Cecil Parke Charles Dixon                        |                                     |                                                                                     |                                                                         |
| 1911                                                                    | Norman Brookes                                         | Rodney Heath Randolph Lycett                           |                                     |                                                                                     |                                                                         |
| 1910                                                                    | Rodney Heath                                           | Ashley Campbell Horace Rice                            |                                     |                                                                                     |                                                                         |
| 1909                                                                    | Anthony Wilding                                        | J. P. Keane Ernie Parker                               |                                     |                                                                                     |                                                                         |
| 1908                                                                    | Fred Alexander                                         | Fred Alexander Alfred Dunlop                           |                                     |                                                                                     |                                                                         |
| 1907                                                                    | Horace Rice                                            | William Gregg Harry Parker                             |                                     |                                                                                     |                                                                         |
| 1906                                                                    | Anthony Wilding                                        | Rodney Heath Anthony Wilding                           |                                     |                                                                                     |                                                                         |
| 1905                                                                    | Rodney Heath                                           | Randolph Lycett Tom Tachell                            |                                     |                                                                                     |                                                                         |

### Juvenil
| Ano                                                                     | Simples                                        | Simples                                        | Duplas                                         | Duplas                                         |
| Ano                                                                     | Masculinos                                     | Femininos                                      | Masculinos                                     | Femininos                                      |
| ----------------------------------------------------------------------- | ---------------------------------------------- | ---------------------------------------------- | ---------------------------------------------- | ---------------------------------------------- |
| 2025                                                                    | Henry Bernet                                   | Wakana Sonobe                                  | Maxwell Exsted Jan Kumstát                     | Annika Penickova Kristina Penickova            |
| 2024                                                                    | Rei Sakamoto                                   | Renáta Jamrichová                              | Maxwell Exsted Cooper Woestendick              | Tyra Caterina Grant Iva Jovic                  |
| 2023                                                                    | Alexander Blockx                               | Alina Korneeva                                 | Learner Tien Cooper Williams                   | Renáta Jamrichová Federica Urgesi              |
| 2022                                                                    | Bruno Kuzuhara                                 | Petra Marčinko                                 | Bruno Kuzuhara Coleman Wong                    | Clervie Ngounoue Diana Shnaider                |
| 2021                                                                    | Torneios juvenis não realizados                | Torneios juvenis não realizados                | Torneios juvenis não realizados                | Torneios juvenis não realizados                |
| 2020                                                                    | Harold Mayot                                   | Victoria Jiménez Kasintseva                    | Nicholas David Ionel Leandro Riedi             | Alexandra Eala Priska Madelyn Nugroho          |
| 2019                                                                    | Lorenzo Musetti                                | Clara Tauson                                   | Jonáš Forejtek Dalibor Svrčina                 | Natsumi Kawaguchi Adrienn Nagy                 |
| 2018                                                                    | Sebastian Korda                                | Liang En-shuo                                  | Hugo Gaston Clément Tabur                      | Liang En-shuo Wang Xinyu                       |
| 2017                                                                    | Zsombor Piros                                  | Marta Kostyuk                                  | Hsu Yu-hsiou Zhao Lingxi                       | Bianca Andreescu Carson Branstine              |
| 2016                                                                    | Oliver Anderson                                | Vera Lapko                                     | Alex de Minaur Blake Ellis                     | Anna Kalinskaya Tereza Mihalíková              |
| 2015                                                                    | Roman Safiullin                                | Tereza Mihalíková                              | Jake Delaney Marc Polmans                      | Miriam Kolodziejová Markéta Vondroušová        |
| 2014                                                                    | Alexander Zverev                               | Elizaveta Kulichkova                           | Lucas Miedler Bradley Mousley                  | Anhelina Kalinina Elizaveta Kulichkova         |
| 2013                                                                    | Nick Kyrgios                                   | Ana Konjuh                                     | Jay Andrijic Bradley Mousley                   | Ana Konjuh Carol Zhao                          |
| 2012                                                                    | Luke Saville                                   | Taylor Townsend                                | Liam Broady Joshua Ward-Hibbert                | Gabrielle Andrews Taylor Townsend              |
| 2011                                                                    | Jiří Veselý                                    | An-Sophie Mestach                              | Filip Horanský Jiří Veselý                     | An-Sophie Mestach Demi Schuurs                 |
| 2010                                                                    | Tiago Fernandes                                | Karolína Plíšková                              | Justin Eleveld Jannick Lupescu                 | Jana Čepelová Chantal Škamlová                 |
| 2009                                                                    | Yuki Bhambri                                   | Ksenia Pervak                                  | Francis Casey Alcantara Hsieh Cheng-peng       | Christina McHale Ajla Tomljanović              |
| 2008                                                                    | Bernard Tomic                                  | Arantxa Rus                                    | Hsieh Cheng-peng Yang Tsung-hua                | Ksenia Lykina Anastasia Pavlyuchenkova         |
| 2007                                                                    | Brydan Klein                                   | Anastasia Pavlyuchenkova                       | Graeme Dyce Harri Heliövaara                   | Evgeniya Rodina Arina Rodionova                |
| 2006                                                                    | Alexandre Sidorenko                            | Anastasia Pavlyuchenkova                       | Błażej Koniusz Grzegorz Panfil                 | Sharon Fichman Anastasia Pavlyuchenkova        |
| 2005                                                                    | Donald Young                                   | Victoria Azarenka                              | Kim Sun-yong Yi Chu-huan                       | Victoria Azarenka Marina Eraković              |
| 2004                                                                    | Gaël Monfils                                   | Shahar Pe'er                                   | Brendan Evans Scott Oudsema                    | Chan Yung-jan Sun Sheng-nan                    |
| 2003                                                                    | Marcos Baghdatis                               | Barbora Strýcová                               | Scott Oudsema Phillip Simmonds                 | Casey Dellacqua Adriana Szili                  |
| 2002                                                                    | Clément Morel                                  | Barbora Strýcová                               | Ryan Henry Todd Reid                           | Gisela Dulko Angelique Widjaja                 |
| 2001                                                                    | Janko Tipsarević                               | Jelena Janković                                | Ytai Abougzir Luciano Vitullo                  | Petra Cetkovská Barbora Strýcová               |
| 2000                                                                    | Andy Roddick                                   | Anikó Kapros                                   | Nicolas Mahut Tommy Robredo                    | Anikó Kapros Christina Wheeler                 |
| 1999                                                                    | Kristian Pless                                 | Virginie Razzano                               | Jürgen Melzer Kristian Pless                   | Eleni Daniilidou Virginie Razzano              |
| 1998                                                                    | Julien Jeanpierre                              | Jelena Kostanić                                | Jérôme Haehnel Julien Jeanpierre               | Evie Dominikovic Alicia Molik                  |
| 1997                                                                    | Daniel Elsner                                  | Mirjana Lučić                                  | David Sherwood James Trotman                   | Mirjana Lučić Jasmin Wöhr                      |
| 1996                                                                    | Björn Rehnquist                                | Magdalena Grzybowska                           | Daniele Bracciali Jocelyn Robichaud            | Michaela Paštiková Jitka Schonfeldova          |
| 1995                                                                    | Nicolas Kiefer                                 | Siobhan Drake-Brockman                         | Luke Bourgeois Jong-Min Lee                    | Corina Morariu Ludmila Varmužová               |
| 1994                                                                    | Ben Ellwood                                    | Trudi Musgrave                                 | Ben Ellwood Mark Philippoussis                 | Corina Morariu Ludmila Varmužová               |
| 1993                                                                    | James Baily                                    | Heike Rusch                                    | Lars Rehmann Christian Tambue                  | Joana Manta Ludmilla Richterova                |
| 1992                                                                    | Grant Doyle                                    | Joanne Limmer                                  | Grant Doyle Brad Sceney                        | Lindsay Davenport Nicole London                |
| 1991                                                                    | Thomas Enqvist                                 | Nicole Pratt                                   | Grant Doyle Joshua Eagle                       | Karina Habšudová Barbara Rittner               |
| 1990                                                                    | Dirk Dier                                      | Magdalena Maleeva                              | Roger Pettersson Marten Renström               | Rona Mayer Limor Zaltz                         |
| 1989                                                                    | Nicklas Kulti                                  | Kim Kessaris                                   | Johan Anderson Todd Woodbridge                 | Andrea Strnadová Eva Sviglerova                |
| 1988                                                                    | Johan Anderson                                 | Jo-Anne Faull                                  | Jason Stoltenberg Todd Woodbridge              | Jo-Anne Faull Rachel McQuillan                 |
| 1987                                                                    | Jason Stoltenberg                              | Michelle Jaggard                               | Jason Stoltenberg Todd Woodbridge              | Ann Devries Nicole Provis                      |
| 1986                                                                    | Torneio não realizado devido à mudança de data | Torneio não realizado devido à mudança de data | Torneio não realizado devido à mudança de data | Torneio não realizado devido à mudança de data |
| 1985                                                                    | Shane Barr                                     | Jenny Byrne                                    | Brett Custer David Macpherson                  | Jenny Byrne Janine Thompson                    |
| 1984                                                                    | Mark Kratzmann                                 | Annabel Croft                                  | Mike Baroch Mark Kratzmann                     | Louise Field Larisa Savchenko                  |
| 1983                                                                    | Stefan Edberg                                  | Amanda Brown                                   | Jamie Harty Des Tyson                          | Bernadette Randall Kim Staunton                |
| 1982                                                                    | Mark Kratzmann                                 | Amanda Brown                                   | Brendan Burke Mark Hartnett                    | Annette Gulley Kim Staunton                    |
| 1981                                                                    | Jörgen Windahl                                 | Anne Minter                                    | David Lewis Tony Withers                       | Maree Booth Sharon Hodgkin                     |
| 1980                                                                    | Craig Miller                                   | Anne Minter                                    | William Masur Craig Miller                     | Anne Minter Miranda Yates                      |
| 1979                                                                    | Greg Whitecross                                | Anne Minter                                    | Michael Fancutt Greg Whitecross                | Linda Cassell Sue Leo                          |
| 1978                                                                    | Pat Serret                                     | Elizabeth Little                               | Michael Fancutt William Gilmour                | Debbie Freeman Kathy Mantle                    |
| 1977 (dez.)                                                             | Brad Drewett                                   | Amanda Tobin                                   | Ray Kelly Geoffrey Thams                       | Keryn Pratt Amanda Tobin                       |
| 1977 (jan.)                                                             | Ray Kelly                                      | Pamela Baily                                   | Phil Davies Peter Smylie                       | Keryn Pratt Amanda Tobin                       |
| 1976                                                                    | Ray Kelly                                      | Sue Saliba                                     | Charlie Fancutt P.M. McCarthy                  | Jan Morton Jan Wilton                          |
| 1975                                                                    | Brad Drewett                                   | Sue Barker                                     | Glenn Busby Warren Maher                       | Diane Evers Nerida Gregory                     |
| 1974                                                                    | Harry Britain                                  | Jennifer Walker                                | David Carter Trevon Little                     | Nerida Gregory Julia Hanrahan                  |
| 1973                                                                    | Paul McNamee                                   | Chris O'Neil                                   | Terry Saunders Graham Thoroughgood             | Jenny Dimond Dianne Fromholtz                  |
| 1972                                                                    | Paul Kronk                                     | Pat Coleman                                    | William Durham Steve Myers                     | Saly Irvine Pam Whytcross                      |
| 1971                                                                    | Cliff Letcher                                  | Pat Coleman                                    | S. Marks Michael Phillips                      | Pat Edwards Janice Whyte                       |
| 1970                                                                    | John Alexander                                 | Evonne Goolagong                               | Allan McDonald Greg Perkins                    | Janet Faillis Janet Young                      |
| 1969                                                                    | Allan McDonald                                 | Lesley Hunt                                    | Neil Higgins John James                        | Pat Edwards Evonne Goolagong                   |
| 1968                                                                    | Phil Dent                                      | Lesley Hunt                                    | Phil Dent William Lloyd                        | Lesley Hunt Vicki Lancaster                    |
| 1967                                                                    | Brian Fairlie                                  | Lexie Kenny                                    | John Barlett Sven Ginman                       | Susan Alexander Caroline Cooper                |
| 1966                                                                    | Karl Coombes                                   | Karen Krantzcke                                | Rorbert Layton Pat McCumstie                   | Karen Krantzcke Pat Turner                     |
| 1965                                                                    | Georges Goven                                  | Kerry Melville                                 | Terence Musgrave John Walker                   | Helen Gourlay Kerry Melville                   |
| 1964                                                                    | Tony Roche                                     | Kaye Dening                                    | Stanley Matthews Graham Stillwell              | Kaye Dening Helen Gourlay                      |
| 1963                                                                    | John Newcombe                                  | Robyn Ebbern                                   | Robert Brien John Cotterill                    | Trish McClenaughan Gail Sherriff               |
| 1962                                                                    | John Newcombe                                  | Robyn Ebbern                                   | William Bowrey Geoffrey Knox                   | Heather Ross Jill Starr                        |
| 1961                                                                    | John Newcombe                                  | Robyn Ebbern                                   | Rod Brent John Newcombe                        | Robyn Ebbern Madonna Schacht                   |
| 1960                                                                    | Will Coghlan                                   | Lesley Turner                                  | Greg Hughes Jim Shepherd                       | Dawn Robberds Lesley Turner                    |
| 1959                                                                    | Butch Buchholz                                 | Jan Lehane                                     | Jose Luis Arilla Butch Buchholz                | Jan Lehane Dawn Robberds                       |
| 1958                                                                    | Martin Mulligan                                | Jan Lehane                                     | Bob Hewitt Martin Mulligan                     | Betty Holstein Jan Lehane                      |
| 1957                                                                    | Rod Laver                                      | Margot Rayson                                  | Frank Gorman Rod Laver                         | Margot Rayson Val Roberts                      |
| 1956                                                                    | Bob Mark                                       | Lorraine Coghlan                               | Paul Heamden Bob Mark                          | Sheila Armstrong Lorraine Coghlan              |
| 1955                                                                    | Gerry Moss                                     | Elizabeth Orton                                | Mike Green Gerry Moss                          | Elizabeth Orton Pat Parmenter                  |
| 1954                                                                    | Billy Knight                                   | Elizabeth Orton                                | Mal Anderson Roy Emerson                       | Betty Holstein Beth Jones                      |
| 1953                                                                    | Bill Gilmour                                   | Jenny Staley                                   | William Gilmore Warren Woodcock                | Mary Carter Barbara Warby                      |
| 1952                                                                    | Ken Rosewall                                   | Mary Carter                                    | Lew Hoad Ken Rosewall                          | Mary Carter Betty Holstein                     |
| 1951                                                                    | Lew Hoad                                       | Mary Carter                                    | Lew Hoad Ken Rosewall                          | Jenny Staley Margaret Wallis                   |
| 1950                                                                    | Ken Rosewall                                   | Barbara McIntyre                               | Lew Hoad Ken Rosewall                          | Carmen Borelli Pam Southcombe                  |
| 1949                                                                    | Clive Wilderspin                               | Joan Warnock                                   | John Blacklock Clive Wilderspin                | Beryl Penrose J. Robbins                       |
| 1948                                                                    | Ken McGregor                                   | Beryl Penrose                                  | Don Candy Ken McGregor                         | Gloria Blair B. Bligh                          |
| 1947                                                                    | Don Candy                                      | Joan Tuckfield                                 | Rex Hartwig Allan Kendall                      | Shirley Jackson Veronica Linehan               |
| 1946                                                                    | Frank Sedgman                                  | S. Grant                                       | Frank Herringe George Worthington              | N. Reid Helen Utz                              |
| Torneio não realizado entre 1945 e 1941 devido à Segunda Guerra Mundial |                                                |                                                |                                                |                                                |
| 1940                                                                    | Dinny Pails                                    | Joyce Wood                                     | William Edwards Dinny Pails                    | Alison Burton Joyce Wood                       |
| 1939                                                                    | Bill Sidwell                                   | Joyce Wood                                     | Roy Felan H.N. Impey                           | Alison Burton Joyce Wood                       |
| 1938                                                                    | Max Newcombe                                   | Joyce Wood                                     | Dinny Pails William Sidwell                    | Alison Burton Joyce Wood                       |
| 1937                                                                    | John Bromwich                                  | Margaret Wilson                                | John Bromwich Dinny Pails                      | J. Prior I. Webb                               |
| 1936                                                                    | John Bromwich                                  | Thelma Coyne                                   | John Gilchrist Henry Lindo                     | M. Carter Margaret Wilson                      |
| 1935                                                                    | John Bromwich                                  | Thelma Coyne                                   | John Bromwich Arthur Huxley                    | Dorothy Stevenson Nancye Wynne                 |
| 1934                                                                    | Neil Ennis                                     | May Blick                                      | Neils Ennis Colin McKenzie                     | E. Chrystal E. McColl                          |
| 1933                                                                    | Adrian Quist                                   | Nancy Lewis                                    | Jack Purcell Bert Tonkin                       | Dorothy Stevenson Gwen Stevenson               |
| 1932                                                                    | Vivian McGrath                                 | Nancy Lewis                                    | Adrian Quist Len Schwartz                      | F. Francisco J. Williams                       |
| 1931                                                                    | Bruce Moore                                    | Joan Hartigan                                  | Jack Purcell Bert Tonkin                       | S. Moon Emily Westacott                        |
| 1930                                                                    | Don Turnbull                                   | Emily Hood                                     | Adrian Quist Don Turnbull                      | Nell Hall Emily Hood                           |
| 1929                                                                    | Jack Crawford                                  |                                                | C.W. Cropper W.B. Walker                       |                                                |
| 1928                                                                    | Jack Crawford                                  | Jack Crawford C. Whiteman                      |                                                |                                                |
| 1927                                                                    | Jack Crawford                                  | Jack Crawford Harry Hopman                     |                                                |                                                |
| 1926                                                                    | Jack Crawford                                  | Jack Crawford Harry Hopman                     |                                                |                                                |
| 1925                                                                    | Alan Coldham                                   | Jack Crawford Harry Hopman                     |                                                |                                                |
| 1924                                                                    | Alan Coldham                                   | A. Berckelman Ray Dunlop                       |                                                |                                                |
| 1923                                                                    | L. Cryle                                       | Edgar Moon L. Roche                            |                                                |                                                |
| 1922                                                                    | A.E. Yelden                                    | C. Grogan L. Roche                             |                                                |                                                |

### Cadeirante
| Ano  | Simples           | Simples           | Simples                       | Duplas                           | Duplas                             | Duplas                         |
| Ano  | Masculinos        | Femininos         | Tetraplégicos                 | Masculinos                       | Femininos                          | Tetraplégicos                  |
| ---- | ----------------- | ----------------- | ----------------------------- | -------------------------------- | ---------------------------------- | ------------------------------ |
| 2025 | Alfie Hewett      | Yui Kamiji        | Sam Schröder                  | Alfie Hewett Gordon Reid         | Li Xiaohui Wang Ziying             | Andy Lapthorne Sam Schröder    |
| 2024 | Tokito Oda        | Diede de Groot    | Sam Schröder                  | Alfie Hewett Gordon Reid         | Diede de Groot Jiske Griffioen     | Andy Lapthorne David Wagner    |
| 2023 | Alfie Hewett      | Diede de Groot    | Sam Schröder                  | Alfie Hewett Gordon Reid         | Diede de Groot Aniek van Koot      | Sam Schröder Niels Vink        |
| 2022 | Shingo Kunieda    | Diede de Groot    | Sam Schröder                  | Alfie Hewett Gordon Reid         | Diede de Groot Aniek van Koot      | Andy Lapthorne David Wagner    |
| 2021 | Joachim Gérard    | Diede de Groot    | Dylan Alcott                  | Alfie Hewett Gordon Reid         | Diede de Groot Aniek van Koot      | Dylan Alcott Heath Davidson    |
| 2020 | Shingo Kunieda    | Yui Kamiji        | Dylan Alcott                  | Alfie Hewett Gordon Reid         | Yui Kamiji Jordanne Whiley         | Dylan Alcott Heath Davidson    |
| 2019 | Gustavo Fernández | Diede de Groot    | Dylan Alcott                  | Joachim Gérard Stefan Olsson     | Diede de Groot Aniek van Koot      | Dylan Alcott Heath Davidson    |
| 2018 | Shingo Kunieda    | Diede de Groot    | Dylan Alcott                  | Stéphane Houdet Nicolas Peifer   | Marjolein Buis Yui Kamiji          | Dylan Alcott Heath Davidson    |
| 2017 | Gustavo Fernández | Yui Kamiji        | Dylan Alcott                  | Joachim Gérard Gordon Reid       | Jiske Griffioen Aniek van Koot     | Andy Lapthorne David Wagner    |
| 2016 | Gordon Reid       | Jiske Griffioen   | Dylan Alcott                  | Stéphane Houdet Nicolas Peifer   | Marjolein Buis Yui Kamiji          | Lucas Sithole David Wagner     |
| 2015 | Shingo Kunieda    | Jiske Griffioen   | Dylan Alcott                  | Stéphane Houdet Shingo Kunieda   | Yui Kamiji Jordanne Whiley         | Andrew Lapthorne David Wagner  |
| 2014 | Shingo Kunieda    | Sabine Ellerbrock | David Wagner                  | Stéphane Houdet Shingo Kunieda   | Yui Kamiji Jordanne Whiley         | Andrew Lapthorne David Wagner  |
| 2013 | Shingo Kunieda    | Aniek van Koot    | David Wagner                  | Michaël Jeremiasz Shingo Kunieda | Jiske Griffioen Aniek van Koot     | Nicholas Taylor David Wagner   |
| 2012 | Maikel Scheffers  | Esther Vergeer    | Peter Norfolk                 | Robin Ammerlaan Ronald Vink      | Esther Vergeer Sharon Walraven     | Andrew Lapthorne Peter Norfolk |
| 2011 | Shingo Kunieda    | Esther Vergeer    | David Wagner                  | Shingo Kunieda Maikel Scheffers  | Esther Vergeer Sharon Walraven     | Andrew Lapthorne Peter Norfolk |
| 2010 | Shingo Kunieda    | Korie Homan       | Peter Norfolk                 | Stéphane Houdet Shingo Kunieda   | Florence Gravellier Aniek van Koot | Nicholas Taylor David Wagner   |
| 2009 | Shingo Kunieda    | Esther Vergeer    | Peter Norfolk                 | Robin Ammerlaan Shingo Kunieda   | Korie Homan Esther Vergeer         | Nicholas Taylor David Wagner   |
| 2008 | Shingo Kunieda    | Esther Vergeer    | Peter Norfolk                 | Shingo Kunieda Satoshi Saida     | Jiske Griffioen Esther Vergeer     | Nicholas Taylor David Wagner   |
| 2007 | Shingo Kunieda    | Esther Vergeer    |                               | Robin Ammerlaan Shingo Kunieda   | Jiske Griffioen Esther Vergeer     |                                |
| 2006 | Michaël Jeremiasz | Esther Vergeer    | Robin Ammerlaan Martin Legner | Jiske Griffioen Esther Vergeer   |                                    |                                |
| 2005 | David Hall        | Mie Yaosa         | Robin Ammerlaan Martin Legner | Florence Gravellier Maaike Smit  |                                    |                                |
| 2004 | David Hall        | Esther Vergeer    | Robin Ammerlaan Martin Legner | Maaike Smit Esther Vergeer       |                                    |                                |
| 2003 | David Hall        | Esther Vergeer    |                               |                                  |                                    |                                |
| 2002 | Robin Ammerlaan   | Esther Vergeer    |                               |                                  |                                    |                                |

### Cadeirante juvenil
| Ano  | Simples        | Simples         | Duplas                      | Duplas                    |
| Ano  | Masculinos     | Femininos       | Masculinos                  | Femininos                 |
| ---- | -------------- | --------------- | --------------------------- | ------------------------- |
| 2025 | Charlie Cooper | Vitória Miranda | Luiz Calixto Charlie Cooper | Luna Gryp Vitória Miranda |